# مسجد جامع تقاب
مسجد جامع تقاب مربوط به دوره صفوی تا دوره قاجار است و در شهرستان خوسف، روستای تقاب واقع شده و این اثر در تاریخ ۲۳ شهریور ۱۳۸۲ با شمارهٔ ثبت ۱۰۲۰۴ به‌عنوان یکی از آثار ملی ایران به ثبت رسیده است.